# Цркве у Средачкој жупи
Цркве у Средачкој Жупи, као заштићена непокретна културна добра имају статус споменика културе од изузетног значаја. Овим називом су обухваћени следећи цркве-споменици културе:
- Црква Светог Ђорђа у Средској (Милачићи) (СК 1403)
- Црква Свете Богородице у Средској (Пејчићи) (СК 1404)
- Црква Светог Николе у Мушникову (СК 1405)
- Црква Свете Петке (Св. Петра и Павла) у Мушникову (СК 1406)
- Црква Светог Николе у Средској (Богошевци) (СК 1407)
- Црква Светог Ђорђа у Горњем Селу (СК 1408)
- Црква Светог Николе у Средској (Драјчићи) (СК 1409)
- Црква Светог Николе у Средској
- Црква Светог Илије у Локвици је 1999. разорена, оскрнављена и минирана по доласку немачких снага КФОР-а.

Иван Јастребов наводи девет цркваа у овој жупи: у Горњем Селу, Богошевцу, Печићима, Локвици, Драјчићима, Средској, две у Мужникову и Плањанима и једна у Живњанима, две у Јажницама и Севцу не улазе у тај број јер припадају Сиринићкој жупи.

## Галерија
- Црква Светог Николе, Богошевце
- Црква Светог Ђорђа, Горње Село
- Црква Светог Ђорђа, Милачићи
- Црква Светог Николе, Мушниково
- Црква Свете Петке, Мушниково
- Црква Свете Богородице, Средска
- Црква Светог Николе, Средска